# وادي الرشاء
وادي الرِّشاء هو أحد أودية شبه الجزيرة العربية، ويقع ضمن منطقة الرياض ومنطقة القصيم بالمملكة العربية السعودية، يبلغ طول الوادي 205 كم ومتوسط انحداره 1,2 م / كم. ينبع من جبل ثهلان، ويصب في الخرماء الواقعة جنوب غرب المذنب. من أهم روافده وادي الشعراء، وشعيب جهام.